# Андимон
«Андимон» (нім. Andymon. Eine Weltraum-Utopie) — науково-фантастичний роман східнонімецьких авторів Ангели та Карлгайнца Штайнмюллера, виданий 1982 року. В опитуванні 1989 року роман було названо найпопулярнішим східнонімецьким науково-фантастичним романом.

## Публікації
- David Draut. Zwiespältige Zukunftsvisionen. Das Autorenpaar Steinmüller und die ostdeutsche utopische Science Fiction. Tectum, Marburg, 2014. ISBN 978-3-8288-3337-1.